# Bóng đá tại Đại hội Thể thao châu Á 2006 – Nữ
Giải đấu bóng đá nữ tại Đại hội Thể thao châu Á 2006 được tổ chức từ ngày 30 tháng 11 đến ngày 13 tháng 12 năm 2006 tại Doha, Qatar. 

## Lịch thi đấu
Dưới đây là lịch thi đấu cho giải đấu nữ.
| G | Vòng bảng | ¼ | Tứ kết | ½ | Bán kết | B | Tranh hạng ba | F | Chung kết |

| T5 30 | T6 1 | T7 2 | CN 3 | T2 4 | T3 5 | T4 6 | T5 7 | T6 8 | T7 9 | CN 10 | T2 11 | T3 12 | T4 13 | T4 13 |
| ----- | ---- | ---- | ---- | ---- | ---- | ---- | ---- | ---- | ---- | ----- | ----- | ----- | ----- | ----- |
| G     |      |      |      | G    |      |      | G    |      |      | ½     |       |       | B     | F     |

## Vòng bảng
Tất cả thời gian là Giờ chuẩn Ả Rập (UTC+03:00).

### Bảng A
| VT | Đội        | ST | T | H | B | BT | BB | HS  | Đ | Giành quyền tham dự     |
| -- | ---------- | -- | - | - | - | -- | -- | --- | - | ----------------------- |
| 1  | Nhật Bản   | 3  | 3 | 0 | 0 | 18 | 0  | +18 | 9 | Vòng đấu loại trực tiếp |
| 2  | Trung Quốc | 3  | 2 | 0 | 1 | 19 | 1  | +18 | 6 | Vòng đấu loại trực tiếp |
| 3  | Thái Lan   | 3  | 1 | 0 | 2 | 5  | 11 | −6  | 3 |                         |
| 4  | Jordan     | 3  | 0 | 0 | 3 | 0  | 30 | −30 | 0 |                         |

| Nhật Bản | 13–0 | Jordan |
| --- | ---- | ------ |
| Yanagita 16', 71' · Miyama 20' · Sudo 32' · Arakawa 34' · Sakaguchi 49', 54', 65', 77', 81' · Sawa 78', 90' · Sakai 85' |      |        |

| Trung Quốc                                                                     | 7–0 | Thái Lan |
| ------------------------------------------------------------------------------ | --- | -------- |
| Vương Khôn 3' · Hàn Đoan 7', 21', 45' · Viên Phàm 41', 53' · Vương Đan Đan 73' |     |          |

| Thái Lan | 0–4 | Nhật Bản                                          |
| -------- | --- | ------------------------------------------------- |
|          |     | Sakaguchi 42' · Ohno 65' · Arakawa 77' · Ando 90' |

| Jordan | 0–12 | Trung Quốc |
| ------ | ---- | --- |
|        |      | Hàn Đoan 9', 15', 45+2', 47' · Nhậm Lệ Bình 22', 35' · Vương Khôn 26', 39' · Al-Zogheir 28' (l.n.) · Lý Cát 65' · Mã Hiểu Húc 68', 73' |

| Trung Quốc | 0–1 | Nhật Bản       |
| ---------- | --- | -------------- |
|            |     | Iwashimizu 27' |

| Jordan | 0–5 | Thái Lan                                                         |
| ------ | --- | ---------------------------------------------------------------- |
|        |     | Changplook 27' · Kaeobaen 39' · Chawong 48' · Paengthem 70', 83' |

### Bảng B
| VT | Đội               | ST | T | H | B | BT | BB | HS  | Đ | Giành quyền tham dự     |
| -- | ----------------- | -- | - | - | - | -- | -- | --- | - | ----------------------- |
| 1  | CHDCND Triều Tiên | 3  | 3 | 0 | 0 | 13 | 1  | +12 | 9 | Vòng đấu loại trực tiếp |
| 2  | Hàn Quốc          | 3  | 2 | 0 | 1 | 6  | 5  | +1  | 6 | Vòng đấu loại trực tiếp |
| 3  | Đài Bắc Trung Hoa | 3  | 1 | 0 | 2 | 3  | 7  | −4  | 3 |                         |
| 4  | Việt Nam          | 3  | 0 | 0 | 3 | 2  | 11 | −9  | 0 |                         |

| Hàn Quốc           | 2–0 | Đài Bắc Trung Hoa |
| ------------------ | --- | ----------------- |
| Ji So-Yun 13', 67' |     |                   |

| CHDCND Triều Tiên                                                            | 5–0 | Việt Nam |
| ---------------------------------------------------------------------------- | --- | -------- |
| Kil Son-Hui 5', 45+1' · Ri Un-Gyong 17' · Kim Kyong-Hwa 22' · Ri Kum-Suk 27' |     |          |

| Việt Nam              | 1–3 | Hàn Quốc                                             |
| --------------------- | --- | ---------------------------------------------------- |
| Bùi Thị Tuyết Mai 79' |     | Kim Jin-Hee 2' · Park Hee-young 6' · Kim Joo-Hee 60' |

| Đài Bắc Trung Hoa | 0–4 | CHDCND Triều Tiên                                      |
| ----------------- | --- | ------------------------------------------------------ |
|                   |     | Kim Kyong-Hwa 6', 53' · Ri Un-Suk 49' · Ho Sun-Hui 55' |

| CHDCND Triều Tiên                                         | 4–1 | Hàn Quốc           |
| --------------------------------------------------------- | --- | ------------------ |
| Ri Kum-Suk 10', 17' · Kim Kyong-Hwa 12' · Ri Un-Gyong 70' |     | Park Hee-Young 25' |

| Đài Bắc Trung Hoa                                  | 3–1 | Việt Nam              |
| -------------------------------------------------- | --- | --------------------- |
| Tsai Li-chen 6', 41' · Lee Hsueh-hua 90+3' (ph.đ.) |     | Bùi Thị Tuyết Mai 19' |

## Vòng đấu loại trực tiếp

### Sơ đồ
|  | Bán kết                    | Bán kết               |                       |       | Tranh huy chương vàng | Tranh huy chương vàng |
|  |                            |                       |                       |       |                       |                       |
|  | 10 tháng 12                |                       |                       |       |                       |                       |
|  |                            |                       |                       |       |                       |                       |
|  | Nhật Bản                   | 3                     |                       |       |                       |                       |
|  | Nhật Bản                   | 3                     | 13 tháng 12           |       |                       |                       |
|  | Hàn Quốc                   | 1                     |                       |       |                       |                       |
|  | Hàn Quốc                   | 1                     | Nhật Bản              | 0 (2) |                       |                       |
|  | 10 tháng 12                |                       | Nhật Bản              | 0 (2) |                       |                       |
|  |                            | CHDCND Triều Tiên (p) | 0 (4)                 |       |                       |                       |
|  | CHDCND Triều Tiên (s.h.p.) | CHDCND Triều Tiên (p) | 0 (4)                 | 3     |                       |                       |
|  | CHDCND Triều Tiên (s.h.p.) |                       |                       | 3     |                       |                       |
|  | Trung Quốc                 | 1                     |                       |       |                       |                       |
|  | Trung Quốc                 | 1                     | Tranh huy chương đồng |       |                       |                       |
|  |                            |                       |                       |       |                       |                       |
|  | 13 tháng 12                |                       |                       |       |                       |                       |
|  |                            |                       |                       |       |                       |                       |
|  | Hàn Quốc                   | 0                     |                       |       |                       |                       |
|  | Hàn Quốc                   | 0                     |                       |       |                       |                       |
|  | Trung Quốc                 | 2                     |                       |       |                       |                       |

### Bán kết
| Nhật Bản                                     | 3–1 | Hàn Quốc           |
| -------------------------------------------- | --- | ------------------ |
| Iwashimizu 47' · Yanagita 72' · Nagasato 82' |     | Park Hee-Young 89' |

| CHDCND Triều Tiên                                  | 3–1 (s.h.p.) | Trung Quốc        |
| -------------------------------------------------- | ------------ | ----------------- |
| Kil Son-Hui 21' · Ri Kum-Suk 94' · Ri Un-Gyong 99' |              | Vương Đan Đan 10' |

### Tranh huy chương đồng
| Hàn Quốc | 0–2 | Trung Quốc          |
| -------- | --- | ------------------- |
|          |     | Vương Khôn 40', 66' |

### Tranh huy chương vàng
| Nhật Bản                         | 0–0 (s.h.p.) | CHDCND Triều Tiên                                    |
| -------------------------------- | ------------ | ---------------------------------------------------- |
|                                  |              |                                                      |
| Loạt sút luân lưu                |              |                                                      |
| Sawa · Ando · Nagasato · Nakaoka | 2–4          | Ri Kum-Suk · Ri Un-Gyong · Ho Sun-Hui · Jong Pok-Sim |

### Huy chương vàng
| Vô địch bóng đá nữ Đại hội Thể thao châu Á 2006 |
| ----------------------------------------------- |
| · CHDCND Triều Tiên · Lần thứ 2                 |

## Thống kê

### Cầu thủ ghi bàn
Đã có 76 bàn thắng ghi được trong 16 trận đấu, trung bình 4.75 bàn thắng mỗi trận đấu.
7 bàn thắng
- Hàn Đoan (CHN)

6 bàn thắng
- Sakaguchi Mizuho (JPN)

5 bàn thắng
- Vương Khôn (CHN)

4 bàn thắng
- Kim Kyong-Hwa (PRK)
- Ri Kum-Suk (PRK)

3 bàn thắng
- Yanagita Miyuki (JPN)
- Park Hee-Young (KOR)
- Kil Son-Hui (PRK)
- Ri Un-Gyong (PRK)

2 bàn thắng
- Mã Hiểu Húc (CHN)
- Nhậm Lệ Bình (CHN)
- Vương Đan Đan (CHN)
- Viên Phàm (CHN)
- Arakawa Eriko (JPN)
- Iwashimizu Azusa (JPN)
- Sawa Homare (JPN)
- Ji So-Yun (KOR)
- Sukunya Paengthem (THA)
- Tsai Li-chen (TPE)
- Bùi Thị Tuyết Mai (VIE)

1 bàn thắng
- Lý Cát (CHN)
- Ando Kozue (JPN)
- Miyama Aya (JPN)
- Nagasato Yuki (JPN)
- Ohno Shinobu (JPN)
- Sakai Tomoe (JPN)
- Sudo Akiko (JPN)
- Kim Jin-Hee (KOR)
- Kim Joo-Hee (KOR)
- Ho Sun-Hui (PRK)
- Ri Un-Suk (PRK)
- Darut Changplook (THA)
- Chidtawan Chawong (THA)
- Suphaphon Kaeobaen (THA)
- Lee Hsueh-hua (TPE)

1 bàn phản lưới nhà
- Suha Al-Zogheir (JOR) (gặp Trung Quốc)

### Bảng xếp hạng
| Rank | Team              | Pld | W | D | L | GF | GA | GD  | Pts |
| ---- | ----------------- | --- | - | - | - | -- | -- | --- | --- |
| 1    | CHDCND Triều Tiên | 5   | 4 | 1 | 0 | 16 | 2  | +14 | 13  |
| 2    | Nhật Bản          | 5   | 4 | 1 | 0 | 21 | 1  | +20 | 13  |
| 3    | China             | 5   | 3 | 0 | 2 | 22 | 4  | +18 | 9   |
| 4    | Hàn Quốc          | 5   | 2 | 0 | 3 | 7  | 10 | −3  | 6   |
| 5    | Đài Bắc Trung Hoa | 3   | 1 | 0 | 2 | 3  | 7  | −4  | 3   |
| 6    | Thái Lan          | 3   | 1 | 0 | 2 | 5  | 11 | −6  | 3   |
| 7    | Việt Nam          | 3   | 0 | 0 | 3 | 2  | 11 | −9  | 0   |
| 8    | Jordan            | 3   | 0 | 0 | 3 | 0  | 30 | −30 | 0   |